# Hatta Rajasa
Hatta Rajasa (Palembang, 18 december 1953) is een Indonesisch politicus. Hij was Coördinerend Minister voor Economische Zaken in het Verenigd Indonesië-kabinet II (2009-2014), en eerder had hij al posten als Minister-Staatssecretaris, Minister van Transport en Minister van Staat voor Onderzoek en Technologie. Bij de Indonesische presidentsverkiezingen 2014 was hij running mate van de verliezend presidentskandidaat Prabowo Subianto.
Hatta Rajasa is lid van de Nationale Mandaatpartij (PAN), en tussen 2010 en 2015 was hij ook voorzitter van deze partij. Hij studeerde in de jaren 70 petroleumtechniek aan de technische universiteit Institut Teknologi Bandung (ITB), en in 2019 werd hem een eredoctoraat verleend door diezelfde universiteit.